# Volkswagen Polo IV
 Denne artikel omhandler 4. generation af Polo. For et overblik over alle generationer, se Volkswagen Polo.
Volkswagen Polo IV (type 9N) er fjerde generation af minibilen Polo fra Volkswagen i Wolfsburg. Den afløste Polo III i november 2001, og blev i maj 2009 afløst af Polo V. I foråret 2005 blev der præsenteret en model, der udseendemæssigt havde fået et betydeligt facelift, men som teknisk var uforandret.
Efter at bilen i øvrigt er udgået af produktion, er der siden marts 2010 blevet produceret en model med navnet Polo Vivo, som igen har ændret udseende, til salg på det sydafrikanske marked.

## Polo (type 9N1, 2001−2005)
Den første version af Polo IV blev officielt præsenteret på Frankfurt Motor Show i september 2001 og blev bygget fra lanceringen i november 2001 og frem til den blev afløst af den faceliftede model den 30. april 2005.
Teknisk set var bilen baseret på samme platform som SEAT Ibiza, SEAT Córdoba og Škoda Fabia. Karrosseriets længde var vokset 15,4 cm i forhold til forgængeren og havde dermed næsten de samme udvendige mål som Volkswagen Golf II. Akselafstanden blev forlænget med 5,3 cm, hvilket gav mere benplads til bagsædepassagererne. Det også udvidede bagagerum kunne i standardkonfigurationen rumme 270 liter, og kunne udvides til op til 1030 liter ved at klappe bagsædet ned.
Bilens front orienterede sig optisk med sine fire runde forlygter i klart glas mod designet af Volkswagen Lupo.

### Sikkerhed
Alle versioner var som standard udstyret med ABS-bremser og hastighedsafhængig servostyring. I forbindelse med ESP, som kunne fås som ekstraudstyr, fandtes der for første gang i Polo IV en hydraulisk bremseassistent, som kan forkorte bremselængden i en kritisk situation.
Fører og forsædepassager blev beskyttet af de standardmæssige front- og sideairbags og selestrammere med selekraftbegrænser. Hovedairbags til forsæderne kunne siden 2002 leveres som ekstraudstyr mod merpris. Pedalerne i førerens fodrum bevægede sig ved en kollision væk fra førerens krop for at nedsætte risikoen for kvæstelser i benområdet.
I Euro NCAPs kollisionstest fik Polo IV i 2002 fire ud af fem stjerner for personsikkerhed og en ud af fire stjerner for fodgængersikkerhed.
- Polo femdørs bagfra
- Volkswagen Polo tredørs
(2001–2005)
- Interiør i Polo Trend

### Specialmodeller
I slutningen af 2003 blev modellen Special, som kun fandtes med fem døre, introduceret. Udstyret omfattede bl.a. alarmanlæg, el-ruder, centrallåsesystem, 16" alufælge og en radio fra Volkswagen Individual forberedt til afspilning af mp3.
I starten af 2004 fandtes specialmodellen Cricket, hvor standardudstyret var blevet udvidet med bl.a. automatisk afblændeligt bakspejl, cd-skifter, el-ruder, fartpilot, klimaanlæg, regnsensor og centrallåsesystem.
Specialmodellen GT blev også introduceret i starten af 2004. Dens standardudstyr omfattede bl.a. en sportsundervogn, som var sænket 15 mm og 16" alufælge, el-ruder og centrallåsesystem. Modellen fandtes med benzin- og dieselmotorer med ydelse fra 55 kW (75 hk).

### Modelvarianter
I løbet af levetiden fandtes der flere varianter af den første Polo IV, som ikke kun adskilte sig fra grundmodellen ved ændret standardudstyr, men også ved forandringer af karrosseriet.

#### Polo Fun
Den af Volkswagen Individual udviklede Polo Fun blev introduceret i foråret 2004. Oprindeligt var der kun planlagt en produktion på 5000 eksemplarer, men på grund af stor efterspørgsel blev den etableret som egen modelvariant. Polo Fun, som kun fandtes med fem døre, adskilte sig udvendigt fra den almindelige Polo ved en SUV-agtig offroadoptik med egne kofangere, tagræling og tågeforlygter som standardudstyr samt 17" alufælge fra BBS. Tagrælingen og spejlhusene var sølvfarvede uanset bilens udvendige farve. Standardudstyret omfattede bl.a. sportssæder til fører og forsædepassager, læderrat, centrallåsesystem med fjernbetjening, el-ruder og kassetteafspiller. Modellen fandtes med benzinmotorer fra 40 til 74 kW (54 til 101 hk) og dieselmotorer på 55 og 74 kW (75 og 101 hk).
Bilen havde som standardudstyr en undervogn med 15 mm større frihøjde og strammere afstemning, som mod merpris også kunne fås i den normale Polo, men var på grund af det manglende firehjulstræk kun betinget egnet til kørsel i terræn.

#### Polo Limousine (type 9N2)
Sedanmodellen af Polo IV benævnt Polo Limousine blev introduceret i Brasilien i november 2003 og blev derfra importeret til Europa. Bilen havde et fra B-søjlen unikt og i forhold til hatchbackmodellen 28 cm forlænget karrosseri. Dermed har passagererne på bagsædet mere plads til rådighed, og bagagerummet vokser fra 270 liter i hatchbackmodellen til 432 liter. Standardudstyret i bilen omfatter bl.a. el-ruder og centrallåsesystem.

### Motorer
Ved introduktionen af Polo IV kunne der vælges mellem tre forskellige motorer: En helt nyudviklet 3-cylindret benzinmotor på 1,2 liter med 47 kW (64 hk), den 4-cylindrede benzinmotor på 1,4 liter med 55 kW (75 hk), som allerede kunne fås i forgængeren, samt den ligeledes fra forgængeren kendte 3-cylindrede TDI-dieselmotor på 1,4 liter med 55 kW (75 hk). Kort tid senere blev programmet udvidet med endnu en nyudviklet 3-cylindret benzinmotor på 1,2 liter med 40 kW (54 hk), en 4-cylindret SDI-dieselmotor på 1,9 liter med 47 kW (64 hk) og en 4-cylindret TDI-dieselmotor, også på 1,9 liter med 74 kW (101 hk).
I januar 2002 kom der endnu en benzinmotor på 1,4 liter og en effekt på 74 kW (101 hk), ligeledes kendt fra forgængeren og i april 2002 fulgte en benzinmotor med FSI-teknik, som var på 1,4 liter og ydede 63 kW (86 hk).
I oktober 2003 blev den stærkeste TDI-motor introduceret, som ydede 96 kW (130 hk) ud fra et slagvolume på 1,9 liter og dermed var topmotoren i første version af Polo IV.
Alle benzinmotorer opfyldte allerede ved deres introduktion Euro4-euronormen. Dieselmotorerne opfyldt først Euro3-euronormen. Mens TDI-motorerne i løbet af deres levetid blev modificeret, så de opfyldte Euro4-euronormen, opfyldte SDI-motoren med 47 kW Euro3-euronormen i hele sin levetid.

#### Tekniske data
|                                                | 1.2                 | 1.2                 | 1.4                             | 1.4                 | 1.4 FSI                      | 1.4 TDI                   | 1.9 SDI            | 1.9 TDI                   | 1.9 TDI                   |
| Byggeår                                        | 11/2001–4/2005      | 11/2001–4/2005      | 11/2001–4/2005                  | 1/2002–4/2005       | 4/2002–4/2005                | 11/2001–4/2005            | 11/2001–4/2005     | 11/2001–4/2005            | 10/2003–4/2005            |
| Motordata                                      |                     |                     |                                 |                     |                              |                           |                    |                           |                           |
| Motorkendebogstaver                            | AWY, BMD            | AZQ, BME            | AUA, BBY, BKY                   | AUB, BBZ            | AXU                          | AMF, BAY                  | ASY                | ATD, AXR                  | ASZ, BLT                  |
| Motortype                                      | R3-benzinmotor      | R3-benzinmotor      | R4-benzinmotor                  | R4-benzinmotor      | R4-benzinmotor               | R3-dieselmotor            | R4-dieselmotor     | R4-dieselmotor            | R4-dieselmotor            |
| Antal ventiler pr. cylinder                    | 2                   | 4                   | 4                               | 4                   | 4                            | 2                         | 2                  | 2                         | 2                         |
| Ventilstyring                                  | OHC, kæde           | DOHC, kæde          | DOHC, tandrem                   | DOHC, tandrem       | DOHC, tandrem                | OHC, tandrem              | OHC, tandrem       | OHC, tandrem              | OHC, tandrem              |
| Fødesystem                                     | Multipoint          | Multipoint          | Multipoint                      | Multipoint          | Direkte                      | Pumpe/dyse                | Direkte            | Pumpe/dyse                | Pumpe/dyse                |
| Trykladning                                    | –                   | –                   | –                               | –                   | –                            | Turbolader, ladeluftkøler | –                  | Turbolader, ladeluftkøler | Turbolader, ladeluftkøler |
| Køling                                         | Vandkøling          | Vandkøling          | Vandkøling                      | Vandkøling          | Vandkøling                   | Vandkøling                | Vandkøling         | Vandkøling                | Vandkøling                |
| Boring × slaglængde                            | 76,5 × 86,9 mm      | 76,5 × 86,9 mm      | 76,5 × 75,6 mm                  | 76,5 × 75,6 mm      | 76,5 × 75,6 mm               | 79,5 × 95,5 mm            | 79,5 × 95,5 mm     | 79,5 × 95,5 mm            | 79,5 × 95,5 mm            |
| Slagvolume                                     | 1198 cm³            | 1198 cm³            | 1390 cm³                        | 1390 cm³            | 1390 cm³                     | 1422 cm³                  | 1896 cm³           | 1896 cm³                  | 1896 cm³                  |
| Kompressionsforhold                            | 10,8:1              | 10,5:1              | 10,5:1                          | 10,5:1              | 12,0:1                       | 19,5:1                    | 19,5:1             | 19,0:1                    | 19,0:1                    |
| Maks. effekt ved omdr./min.                    | 40 kW (54 hk) 4750  | 47 kW (64 hk) 5400  | 55 kW (75 hk) 5000              | 74 kW (100 hk) 6000 | 63 kW (86 hk) 5000           | 55 kW (75 hk) 4000        | 47 kW (64 hk) 4000 | 74 kW (100 hk) 4000       | 96 kW (130 hk) 4000       |
| Maks. drejningsmoment ved omdr./min.           | 106 Nm 3000         | 112 Nm 3000         | 126 Nm 3800                     | 126 Nm 4400         | 130 Nm 3750                  | 195 Nm 2200               | 125 Nm 1600−2800   | 240 Nm 1800−2400          | 310 Nm 1900               |
| Udstødningsnorm                                | Euro4               | Euro4               | Euro4                           | Euro4               | Euro4                        | Euro3/Euro4               | Euro3              | Euro3/Euro4               | Euro3/Euro4               |
| Kraftoverførsel                                |                     |                     |                                 |                     |                              |                           |                    |                           |                           |
| Drivende hjul                                  | Forhjul             | Forhjul             | Forhjul                         | Forhjul             | Forhjul                      | Forhjul                   | Forhjul            | Forhjul                   | Forhjul                   |
| Gearkasse (standardudstyr)                     | 5-trins manuel      | 5-trins manuel      | 5-trins manuel                  | 5-trins manuel      | 5-trins manuel               | 5-trins manuel            | 5-trins manuel     | 5-trins manuel            | 6-trins manuel            |
| Gearkasse (ekstraudstyr)                       | –                   | –                   | 4-trins automatisk              | –                   | –                            | –                         | –                  | –                         | –                         |
| Præstationer                                   |                     |                     |                                 |                     |                              |                           |                    |                           |                           |
| Topfart                                        | 152 km/t            | 162 km/t            | 172 km/t (168 km/t)             | 188 km/t            | 178 km/t                     | 170 km/t                  | 160 km/t           | 188 km/t                  | 206 km/t                  |
| Acceleration, 0–100 km/t                       | 17,5 sek.           | 14,9 sek.           | 12,9 sek. (15,3 sek.)           | 10,9 sek.           | 12,1 sek.                    | 13,6 sek.                 | 17,0 sek.          | 10,7 sek.                 | 9,3 sek.                  |
| Brændstofforbrug pr. 100 km ved blandet kørsel | 5,8 liter Blyfri 95 | 5,9 liter Blyfri 95 | 6,4 liter (7,4 liter) Blyfri 95 | 6,6 liter Blyfri 98 | 5,8 liter Blyfri 98          | 4,4 liter Diesel          | 4,7 liter Diesel   | 4,9 liter Diesel          | 5,0 liter Diesel          |
| CO2-udslip ved blandet kørsel                  | 139−144 g/km        | 142−144 g/km        | 154−156 g/km (178−182 g/km)     | 158−161 g/km        | 139−142 g/km                 | 119−124 g/km              | 127−132 g/km       | 132−135 g/km              | 140−143 g/km              |
| Bemærkninger                                   |                     |                     |                                 |                     |                              |                           |                    |                           |                           |
|                                                |                     |                     |                                 |                     | Ikke egnet til E10-brændstof |                           |                    |                           |                           |

1. 1 2 3  Også som Polo Limousine
2. ↑  Denne motor findes ikke på det danske modelprogram
3. ↑  Værdier i parentes gælder for versioner med automatgear

## Polo (type 9N3, 2005−2009)
Forsalget af den faceliftede model begyndte den 14. marts 2005. Efter introduktionen den 30. april 2005 blev denne version af Polo IV bygget frem til maj 2009. Den faceliftede model adskilte sig fra forgængeren i det udvendige, mens den underliggende teknik var uforandret. Bilens standardudstyr blev udvidet med el-ruder og centrallåsesystem, og undervognen blev modificeret og opstrammet.
Bilens front bar det på introduktionstidspunktet aktuelle "koncernansigt" fra Volkswagen med V-formet våbengrill. Designet på forlygterne i klart glas lænede sig op ad Golf V. Motorhjelmen og den forreste kofanger var nyudformet. Sideblinklysene blev flyttet fra forskærmene til spejlhusene og udført i LED-teknik. Bagklappens optik blev modificeret med en dybere liggende bagrude, og designet på baglygterne blev komplet modificeret og var nu i såkaldt "luksus-design".
Kabinen var kun ganske lidt modificeret i forhold til forgængeren. Den tredje solskærm over bakspejlet forsvandt og blev erstattet af smalle blændstiber på forruden. Instrumentbrættet var nu generelt udført i hård plastik, hvor det i forgængeren i de højere udstyrsniveauer bestod af kunststof. Læderrattet, som kunne fås mod merpris og i de senere modelår også det seriemæssige rat blev også modificeret.
Det mulige ekstraudstyr blev udvidet med ParkPilot, dæktrykskontrolsystem og Coming home-funktion og kassetteafspilleren fra forgængeren blev afløst af en cd-afspiller, som kunne fås med mp3-afspiller som ekstraudstyr.
- Polo tredørs bagfra
- Volkswagen Polo femdørs
(2005–2009)

### Specialmodeller
Fra januar 2006 til juli 2006, da VM i fodbold 2006 i Tyskland startede, blev der introduceret en specialmodel kaldet Goal, som var seriemæssigt udstyret med cd-radio, fartpilot, klimaanlæg, kørecomputer og ParkPilot.
Den anden, i samarbejde med turistselskabet TUI solgte specialmodel Tour hhv. Tour Edition havde som standardudstyr derudover ESP, soltag (kun Tour Edition) og tonede side- og bagruder (kun Tour Edition), og blev bygget frem til september 2007.
I oktober 2007 kom specialmodellen United, som havde samme standardudstyr som den foregående specialmodel, samt opvarmede forsæder og forlygtevaskere
Specialmodellerne Black Edition og Silver Edition, som udover den normale Polo havde cd-radio, ESP, klimaanlæg, tonede side- og bagruder, forlygter med sort glas (kun Black Edition) og 16" alufælge som standardudstyr, blev introduceret i foråret 2008. Begge modeller fandtes kun i sort hhv. sølvfarvet.
I rammerne af sponsoreringen af FC Schalke 04 og Werder Bremen blev to tilsvarende specialmodeller af Polo produceret i begrænset oplag. Den i farven Sommerblå lakerede og med grå og hvide designelementer forsynede Polo S04 Edition blev introduceret på "Schalke-dagen" den 20. juli 2008, den hvide, sorte eller sølvfarvede Polo Werder Edition den 3. august 2008 på "fandagen", på Weserstadion i Bremen. Begge modeller var på forskellige steder ind- og udvendigt forsynet med skrifttræk og logoer fra de forskellige foreninger.

### Modelvarianter
I løbet af levetiden kom der også forskellige varianter af den faceliftede Polo IV på markedet, som ikke kun adskilte sig fra grundmodellen ved ændret standardudstyr, men også kunne have et modificeret karrosseri eller en motor, som ikke kunne fås i grundmodellen.

#### CrossPolo
CrossPolo opstod under ledelse af Volkswagen Individual og blev introduceret på Essen Motor Show i november 2005. Den var afløseren for Polo Fun, og blev produceret fra februar 2006. Ligesom forgængeren fandtes CrossPolo kun med fem døre og adskilte sig udvendigt fra den normale Polo ved en SUV-agtig offroadoptik med egne kofangere, tagræling, tågeforlygter som standardudstyr og 17" alufælge fra BBS. Tagrælingen og de udvendige spejlhuse var sølvfarvede uanset bilens udvendige farve. Standardudstyret omfattede blandt andet sportssæder til fører og forsædepassager, læderrat og centrallåsesystem med fjernbetjening. De tilgængelige motorer var benzinmotorer på 51, 59 og 77 kW og dieselmotorer på 51 og 74 kW.
Bilen havde som standardudstyr en undervogn med 15 mm større frihøjde og strammere afstemning, som mod merpris også kunne fås i den normale Polo, men var på grund af det manglende firehjulstræk kun betinget egnet til kørsel i terræn.
Ligesom Polo Fun havde også CrossPolo alufælge fra BBS som standardudstyr i den første tid. Fra modelåret 2008, som begyndte i maj 2007, blev bilerne dog standardudstyret med 17" alufælge fra Volkswagen Individual, da BBS i starten af 2007 på grund af akut likviditetsmangel havde fremsat en insolvenserklæring. BBS-alufælgene fandtes dog fortsat som ekstraudstyr uden merpris.

#### Polo BlueMotion
Polo BlueMotion blev introduceret på Geneve Motor Show i foråret 2006 og kunne købes fra sommeren 2006. Med den blev BlueMotion-konceptet indført hos Volkswagen, som i løbet af noget tid skulle udvides til alle mærkets modelserier. Målet er optimering af brændstofforbruget og CO2-udslippet.
Polo BlueMotion havde derfor et aerodynamisk optimeret karrosseri med spoilere for og bag, næsten lukket kølergitter og ca. 15 mm sænkning. Merprisen i forhold til den tilsvarende standardmodel var 850 € (januar 2009). Den manuelle gearkasse med 5 gear havde i forhold til den identisk motoriserede normale Polo længere udveksling i 3. til 5. gear, sænkning af motoromdrejningstallet og dermed et lavere brændstofforbrug. Af samme grund blev også tomgangsomdrejningstallet sænket. Den til indsats kommende 3-cylindrede TDI-motor med 59 kW var til forbedring af emissionsværdierne standardudstyret med partikelfilter.
Gennem kombinationen af disse metoder ligger det gennemsnitlige brændstofforbrug på 3,8 liter pr. 100 kilometer, hvilket giver en forbrugsfordel på 0,7 liter i forhold til den identisk motoriserede normale Polo. CO2-udslippet ligger med 99 gram pr. kilometer ca. 20 gram under værdien for den normale Polo.

#### Polo GT Rocket
Polo GT Rocket blev introduceret i foråret 2008 og adskilte sig optisk gennem spoilere for og bag, tagkantspoiler, forlygter med sorte glas og 17" alufælge fra den normale Polo. Standardudstyret var bl.a. udvidet med cd-radio, ESP, klimaanlæg, tågeforlygter, tonede side- og bagruder samt 15 mm sænket sportsundervogn. Bilen fandtes med benzinmotorer fra 59 til 77 kW og dieselmotorer fra 59 til 96 kW.

#### Polo GTI
Efter at der i tredje generation af Polo fandtes en GTI-sportsmodel, blev der med Polo GTI i foråret 2006 igen introduceret en tilsvarende modelvariant.
Optisk adskilte denne model sig fra standardmodellen gennem et delvist sortlakeret frontparti, kølergrill i våbenstruktur med rød ramme, forlygter med sorte glas, tågeforlygter, røde bremsecalipre, 16" alufælge, dobbelt udstødningsrør af rustfrit stål og tagkantspoiler.
På den tekniske side rådede den med 1,8-turbomotor med 110 kW (149 hk) udstyrede Polo GTI over en sportsundervogn med ca. 15 mm sænkning og brugte det også i forbindelse med 96 kW TDI-motoren monterede bremseanlæg med ventilerede bremseskiver med 288 mm diameter på forakslen og 232 mm på bagakslen. Den seriemæssige sikkerhedsudrustning omfattede bl.a. ESP og dæktrykskontrolsystem.

#### Polo GTI Cup Edition
Fra juni 2006 blev den fra Volkswagen Individual i forhold til Polo GTI kraftigere variant Polo GTI Cup Edition med 132 kW (179 hk) introduceret. Det optiske billede med mere aggressive for- og bagkofangere, markant tagkantspoiler og 17" alufælge henledte sig direkte til de i ADAC Volkswagen Polo Cup indsatte biler. Teknisk set var Polo GTI Cup Edition dog baseret på den normale Polo GTI. Største forskel udover den ændrede optik var det til den højere ydelse tilpassede bremseanlæg med en bremseskivediameter på 312 mm på forakslen.

#### Polo Limousine (type 9N4)
Sedanmodellen Polo Limousine fik også et facelift i 2005 og blev udstyret med den allerede fra hatchbackmodellen kendte front med V-formet kølergitter og ændrede baglygter. I modsætning til forgængeren blev den faceliftede model dog ikke importeret officielt til Europa.

### Motorer
Benzinmotorerne blev ved introduktionen af den faceliftede model overtaget uændret fra forgængeren. Ved dieselmotorerne blev 47 kW SDI-motoren, som opfyldte Euro3-euronormen, afløst af en TDI-motor med 51 kW, som opfyldte Euro4-normen. Også TDI-motoren med 55 kW blev afløst af en stærkere motor med 59 kW.
Til modelåret 2007, som begyndte i maj 2006, udgik FSI-motoren med 63 kW. Ydelsen på 55 kW-benzinmotoren blev i forbindelse med 5-trins manuel gearkasse øget til 59 kW; i kombination med 4-trins automatisk gearkasse fandtes 55 kW-motoren dog fortsat. Benzinmotoren på 1,4 liter med 74 kW blev afløst af en motor på 1,6 liter med 77 kW, som udover den 5-trins manuelle gearkasse også kunne fås med en automatisk Tiptronic-gearkasse med seks gear. Alle dieselmotorerne med undtagelse af den kraftigste motor med 96 kW kunne nu fås med partikelfilter som ekstraudstyr.
Med starten af modelåret 2008 i maj 2007 blev ydelsen på begge de 3-cylindrede benzinmotorer på 1,2 liter med 40 hhv. 47 kW øget til 44 hhv. 51 kW. 55 kW-benzinmotoren med 4-trins automatisk gearkasse udgik; i stedet fandtes 59 kW-benzinmotoren fremover også med sekstrins Tiptronic-gearkasse.

#### Tekniske data

##### Benzinmotorer
|                                                | 1.2                 | 1.2                 | 1.2                 | 1.2                 | 1.4                             | 1.4                             | 1.4                 | 1.4 FSI                      | 1.6                             | GTI                       | GTI „Cup Edition“         |
| Byggeår                                        | 3/2005–5/2007       | 5/2007–5/2009       | 3/2005–5/2007       | 5/2007–5/2009       | 3/2005–5/2007                   | 5/2006–5/2009                   | 3/2005–5/2006       | 3/2005–5/2006                | 5/2006–5/2009                   | 5/2006–5/2009             | 6/2006–5/2009             |
| Motordata                                      |                     |                     |                     |                     |                                 |                                 |                     |                              |                                 |                           |                           |
| Motorkendebogstaver                            | BMD                 | BBM                 | BME                 | BZG                 | BKY                             | BUD                             | BBZ                 | AXU                          | BTS                             | BJX                       | BBU                       |
| Motortype                                      | R3-benzinmotor      | R3-benzinmotor      | R3-benzinmotor      | R3-benzinmotor      | R4-benzinmotor                  | R4-benzinmotor                  | R4-benzinmotor      | R4-benzinmotor               | R4-benzinmotor                  | R4-benzinmotor            | R4-benzinmotor            |
| Antal ventiler pr. cylinder                    | 2                   | 2                   | 4                   | 4                   | 4                               | 4                               | 4                   | 4                            | 4                               | 5                         | 5                         |
| Ventilstyring                                  | OHC, kæde           | OHC, kæde           | DOHC, kæde          | DOHC, kæde          | DOHC, tandrem                   | DOHC, tandrem                   | DOHC, tandrem       | DOHC, tandrem                | DOHC, tandrem                   | DOHC, tandrem             | DOHC, tandrem             |
| Fødesystem                                     | Multipoint          | Multipoint          | Multipoint          | Multipoint          | Multipoint                      | Multipoint                      | Multipoint          | Direkte                      | Multipoint                      | Multipoint                | Multipoint                |
| Trykladning                                    | –                   | –                   | –                   | –                   | –                               | –                               | –                   | –                            | –                               | Turbolader, ladeluftkøler | Turbolader, ladeluftkøler |
| Køling                                         | Vandkøling          | Vandkøling          | Vandkøling          | Vandkøling          | Vandkøling                      | Vandkøling                      | Vandkøling          | Vandkøling                   | Vandkøling                      | Vandkøling                | Vandkøling                |
| Boring × slaglængde                            | 76,5 × 86,9 mm      | 76,5 × 86,9 mm      | 76,5 × 86,9 mm      | 76,5 × 86,9 mm      | 76,5 × 75,6 mm                  | 76,5 × 75,6 mm                  | 76,5 × 75,6 mm      | 76,5 × 75,6 mm               | 76,5 × 86,9 mm                  | 81,0 × 86,4 mm            | 81,0 × 86,4 mm            |
| Slagvolume                                     | 1198 cm³            | 1198 cm³            | 1198 cm³            | 1198 cm³            | 1390 cm³                        | 1390 cm³                        | 1390 cm³            | 1390 cm³                     | 1598 cm³                        | 1781 cm³                  | 1781 cm³                  |
| Kompressionsforhold                            | 10,3:1              | 10,3:1              | 10,5:1              | 10,5:1              | 10,5:1                          | 10,5:1                          | 10,5:1              | 12,0:1                       | 10,5:1                          | 9,5:1                     | 9,5:1                     |
| Maks. effekt ved omdr./min.                    | 40 kW (54 hk) 4750  | 44 kW (60 hk) 5200  | 47 kW (64 hk) 5400  | 51 kW (69 hk) 5400  | 55 kW (75 hk) 5000              | 59 kW (80 hk) 5000              | 74 kW (100 hk) 6000 | 63 kW (86 hk) 5000           | 77 kW (105 hk) 5600             | 110 kW (150 hk) 5800      | 132 kW (180 hk) 5800      |
| Maks. drejningsmoment ved omdr./min.           | 108 Nm 3000         | 108 Nm 3000         | 112 Nm 3000         | 112 Nm 3000         | 126 Nm 3800                     | 132 Nm 3800                     | 126 Nm 4400         | 130 Nm 3750                  | 153 Nm 3800                     | 220 Nm 1950−4500          | 235 Nm 2000−5000          |
| Udstødningsnorm                                | Euro4               | Euro4               | Euro4               | Euro4               | Euro4                           | Euro4                           | Euro4               | Euro4                        | Euro4                           | Euro4                     | Euro4                     |
| Kraftoverførsel                                |                     |                     |                     |                     |                                 |                                 |                     |                              |                                 |                           |                           |
| Drivende hjul                                  | Forhjul             | Forhjul             | Forhjul             | Forhjul             | Forhjul                         | Forhjul                         | Forhjul             | Forhjul                      | Forhjul                         | Forhjul                   | Forhjul                   |
| Gearkasse (standardudstyr)                     | 5-trins manuel      | 5-trins manuel      | 5-trins manuel      | 5-trins manuel      | 5-trins manuel                  | 5-trins manuel                  | 5-trins manuel      | 5-trins manuel               | 5-trins manuel                  | 5-trins manuel            | 5-trins manuel            |
| Gearkasse (ekstraudstyr)                       | –                   | –                   | –                   | –                   | 4-trins automatisk              | 6-trins Tiptronic               | –                   | –                            | 6-trins Tiptronic               | –                         | –                         |
| Præstationer                                   |                     |                     |                     |                     |                                 |                                 |                     |                              |                                 |                           |                           |
| Topfart                                        | 152 km/t            | 157 km/t            | 162 km/t            | 167 km/t            | 172 km/t (168 km/t)             | 175 km/t (171 km/t)             | 188 km/t            | 178 km/t                     | 192 km/t (187 km/t)             | 216 km/t                  | 225 km/t                  |
| Acceleration, 0–100 km/t                       | 17,5 sek.           | 16,5 sek.           | 14,9 sek.           | 14,5 sek.           | 12,9 sek. (15,3 sek.)           | 12,2 sek. (14,3 sek.)           | 10,9 sek.           | 12,1 sek.                    | 10,4 sek. (11,3 sek.)           | 8,2 sek.                  | 7,5 sek.                  |
| Brændstofforbrug pr. 100 km ved blandet kørsel | 5,8 liter Blyfri 95 | 5,8 liter Blyfri 95 | 5,9 liter Blyfri 95 | 5,8 liter Blyfri 95 | 6,5 liter (7,4 liter) Blyfri 95 | 6,3 liter (6,9 liter) Blyfri 95 | 6,6 liter Blyfri 98 | 5,8 liter Blyfri 98          | 6,9 liter (7,4 liter) Blyfri 95 | 7,8 liter Blyfri 98       | 7,9 liter Blyfri 98       |
| CO2-udslip ved blandet kørsel                  | 139 g/km            | 138 g/km            | 142 g/km            | 138 g/km            | 154 g/km (178 g/km)             | 150 g/km (165 g/km)             | 158 g/km            | 139 g/km                     | 164 g/km (176 g/km)             | 186 g/km                  | 188 g/km                  |
| Præstationer (CrossPolo)                       |                     |                     |                     |                     |                                 |                                 |                     |                              |                                 |                           |                           |
| Topfart                                        | –                   | –                   | –                   | 161 km/t            | –                               | 170 km/t (166 km/t)             | –                   | –                            | 187 km/t (182 km/t)             | –                         | –                         |
| Acceleration, 0–100 km/t                       | –                   | –                   | –                   | 15,9 sek.           | –                               | 13,5 sek. (15,7 sek.)           | –                   | –                            | 11,1 sek. (12,4 sek.)           | –                         | –                         |
| Brændstofforbrug pr. 100 km ved blandet kørsel | –                   | –                   | –                   | 6,0 liter Blyfri 95 | –                               | 6,6 liter (7,2 liter) Blyfri 95 | –                   | –                            | 7,1 liter (7,6 liter) Blyfri 95 | –                         | –                         |
| CO2-udslip ved blandet kørsel                  | –                   | –                   | –                   | 142 g/km            | –                               | 157 g/km (172 g/km)             | –                   | –                            | 169 g/km (179 g/km)             | –                         | –                         |
| Bemærkninger                                   |                     |                     |                     |                     |                                 |                                 |                     |                              |                                 |                           |                           |
|                                                |                     |                     |                     |                     |                                 |                                 |                     | Ikke egnet til E10-brændstof |                                 |                           |                           |

1. 1 2 3  Denne motor findes ikke på det danske modelprogram
2. 1 2  Værdier i parentes gælder for versioner med automatgear

##### Dieselmotorer
|                                                | 1.4 TDI                   | 1.4 TDI DPF               | 1.4 TDI                   | 1.4 TDI DPF               | 1.4 TDI DPF BlueMotion    | 1.9 TDI                   | 1.9 TDI DPF               | 1.9 TDI                   |
| Byggeår                                        | 3/2005–5/2009             | 5/2006–5/2009             | 3/2005–5/2009             | 5/2006–5/2009             | 5/2006–5/2009             | 3/2005–5/2009             | 5/2006–5/2009             | 3/2005–5/2009             |
| Motordata                                      |                           |                           |                           |                           |                           |                           |                           |                           |
| Motorkendebogstaver                            | BNM                       | BWB                       | BNV                       | BMS                       | BMS                       | AXR                       | BMT                       | BLT                       |
| Motortype                                      | R3-dieselmotor            | R3-dieselmotor            | R3-dieselmotor            | R3-dieselmotor            | R3-dieselmotor            | R4-dieselmotor            | R4-dieselmotor            | R4-dieselmotor            |
| Antal ventiler pr. cylinder                    | 2                         | 2                         | 2                         | 2                         | 2                         | 2                         | 2                         | 2                         |
| Ventilstyring                                  | OHC, tandrem              | OHC, tandrem              | OHC, tandrem              | OHC, tandrem              | OHC, tandrem              | OHC, tandrem              | OHC, tandrem              | OHC, tandrem              |
| Fødesystem                                     | Pumpe/dyse                | Pumpe/dyse                | Pumpe/dyse                | Pumpe/dyse                | Pumpe/dyse                | Pumpe/dyse                | Pumpe/dyse                | Pumpe/dyse                |
| Trykladning                                    | Turbolader, ladeluftkøler | Turbolader, ladeluftkøler | Turbolader, ladeluftkøler | Turbolader, ladeluftkøler | Turbolader, ladeluftkøler | Turbolader, ladeluftkøler | Turbolader, ladeluftkøler | Turbolader, ladeluftkøler |
| Køling                                         | Vandkøling                | Vandkøling                | Vandkøling                | Vandkøling                | Vandkøling                | Vandkøling                | Vandkøling                | Vandkøling                |
| Boring × slaglængde                            | 79,5 × 95,5 mm            | 79,5 × 95,5 mm            | 79,5 × 95,5 mm            | 79,5 × 95,5 mm            | 79,5 × 95,5 mm            | 79,5 × 95,5 mm            | 79,5 × 95,5 mm            | 79,5 × 95,5 mm            |
| Slagvolume                                     | 1422 cm³                  | 1422 cm³                  | 1422 cm³                  | 1422 cm³                  | 1422 cm³                  | 1896 cm³                  | 1896 cm³                  | 1896 cm³                  |
| Kompressionsforhold                            | 19,5:1                    | 19,5:1                    | 19,5:1                    | 19,5:1                    | 19,5:1                    | 19,0:1                    | 19,0:1                    | 19,0:1                    |
| Maks. effekt ved omdr./min.                    | 51 kW (69 hk) 4000        | 51 kW (69 hk) 4000        | 59 kW (80 hk) 4000        | 59 kW (80 hk) 4000        | 59 kW (80 hk) 4000        | 74 kW (100 hk) 4000       | 74 kW (100 hk) 4000       | 96 kW (130 hk) 4000       |
| Maks. drejningsmoment ved omdr./min.           | 155 Nm 1600−2800          | 155 Nm 1600−2800          | 195 Nm 2200               | 195 Nm 2200               | 195 Nm 2200               | 240 Nm 1800−2400          | 240 Nm 1800−2400          | 310 Nm 1900               |
| Udstødningsnorm                                | Euro4                     | Euro4                     | Euro4                     | Euro4                     | Euro4                     | Euro4                     | Euro4                     | Euro4                     |
| Kraftoverførsel                                |                           |                           |                           |                           |                           |                           |                           |                           |
| Drivende hjul                                  | Forhjul                   | Forhjul                   | Forhjul                   | Forhjul                   | Forhjul                   | Forhjul                   | Forhjul                   | Forhjul                   |
| Gearkasse                                      | 5-trins manuel            | 5-trins manuel            | 5-trins manuel            | 5-trins manuel            | 5-trins manuel            | 5-trins manuel            | 5-trins manuel            | 6-trins manuel            |
| Præstationer                                   |                           |                           |                           |                           |                           |                           |                           |                           |
| Topfart                                        | 164 km/t                  | 164 km/t                  | 174 km/t                  | 174 km/t                  | 176 km/t                  | 188 km/t                  | 188 km/t                  | 206 km/t                  |
| Acceleration, 0–100 km/t                       | 14,6 sek.                 | 14,6 sek.                 | 12,8 sek.                 | 12,8 sek.                 | 12,8 sek.                 | 10,7 sek.                 | 10,7 sek.                 | 9,2 sek.                  |
| Brændstofforbrug pr. 100 km ved blandet kørsel | 4,5 liter Diesel          | 4,5 liter Diesel          | 4,5 liter Diesel          | 4,5 liter Diesel          | 3,8 liter Diesel          | 4,8 liter Diesel          | 5,0 liter Diesel          | 5,2 liter Diesel          |
| CO2-udslip ved blandet kørsel                  | 119 g/km                  | 119 g/km                  | 119 g/km                  | 119 g/km                  | 99 g/km                   | 127 g/km                  | 130 g/km                  | 137 g/km                  |
| Præstationer (CrossPolo)                       |                           |                           |                           |                           |                           |                           |                           |                           |
| Topfart                                        | 160 km/t                  | 160 km/t                  | –                         | –                         | –                         | 182 km/t                  | 182 km/t                  | –                         |
| Acceleration, 0–100 km/t                       | 15,9 sek.                 | 15,9 sek.                 | –                         | –                         | –                         | 11,5 sek.                 | 11,5 sek.                 | –                         |
| Brændstofforbrug pr. 100 km ved blandet kørsel | 4,9 liter Diesel          | 5,2 liter Diesel          | –                         | –                         | –                         | 5,1 liter Diesel          | 5,2 liter Diesel          | –                         |
| CO2-udslip ved blandet kørsel                  | 129 g/km                  | 137 g/km                  | –                         | –                         | –                         | 135 g/km                  | 137 g/km                  | –                         |

## Polo Vivo (Sydafrika, siden 2010)
I marts 2010 blev Polo Vivo introduceret, som på det sydafrikanske marked afløste den tidligere indstigningsmodel Citi Golf, hvis produktion blev indstillet i starten af 2010. Polo Vivo er baseret på Polo IV, og er optisk modificeret i frontpartiet for at være tilpasset Volkswagens aktuelle designsprog. Også stødbeskyttelseslisterne for, bag og på siden af bilen bortfaldt ved modificeringen. Ligesom alle andre biler til det sydafrikanske marked findes Polo Vivo udelukkende med højrestyring og kilometerspeedometer. Bilen produceres på Volkswagen-fabrikken i Uitenhage og fås med hatchback med tre eller fem døre samt som sedan med fire døre til priser fra 101.500 rand (ca. 75.000 kr.). I Sydafrika konkurrerer Polo Vivo bl.a. med den ligeledes i landet byggede Renault Sandero, de kinesiske Geely LC og Chery QQ samt de fra Indien importerede Datsun Go, Fiat Grande Punto, Ford Figo, Toyota Etios og Honda Brio.

## Sikkerhed
Det svenske forsikringsselskab Folksam vurderer flere forskellige bilmodeller ud fra oplysninger fra virkelige ulykker, hvorved risikoen for død eller invaliditet i tilfælde af en ulykke måles. I rapporterne Hur säker är bilen? er/var Polo i årgangene 2002 til 2009 klassificeret som følger:
- 2007: Som middelbilen[29]
- 2009: Som middelbilen[30]
- 2011: Som middelbilen[31]
- 2013: Som middelbilen[32]
- 2015: Som middelbilen[33]
- 2017: Mindst 20 % bedre end middelbilen[34]
- 2019: Mindst 20 % bedre end middelbilen[35]